# Hermann Rieger (Oberamtmann)
Hermann Rieger (* 29. September 1863 in Ellwangen, Königreich Württemberg; † 25. Juli 1933 in Horb am Neckar) war ein württembergischer Oberamtmann.

## Leben und Werk
Der Sohn eines Kanzleidieners besuchte das Gymnasium Ellwangen, anschließend studierte er Regiminalwissenschaften in Tübingen. 1886 und 1887 legte er die höheren Dienstprüfungen ab. Zwischen 1888 und 1893 war er als stellvertretender Amtmann bei mehreren Oberämtern beschäftigt. 1893 wurde er Amtmann beim Oberamt Gerabronn, 1895 versetzte man ihn zum Oberamt Gmünd. Von 1899 bis 1902 arbeitete er bei der Regierung des Neckarkreises in Ludwigsburg. 1902 wurde er Oberamtmann bei Oberamt Horb, das er bis 1924 leitete.

## Ehrungen
- 1909 erhielt Hermann Rieger die Karl-Olga-Medaille in Silber für seine Verdienste um das Rote Kreuz, für das er seit 1902 als Bezirksvertreter des württembergischen Landesvereins ehrenamtlich tätig war.
- 1916 wurde ihm das Ritterkreuz 1. Klasse des Friedrichs-Ordens verliehen.